# Truskaw
Truskaw är en by i Masoviens vojvodskap i östra Polen. Truskaw, som har 1 400 invånare, är beläget 18 kilometer nordväst om Warszawa.